# Kirche Possendorf (Weimar)

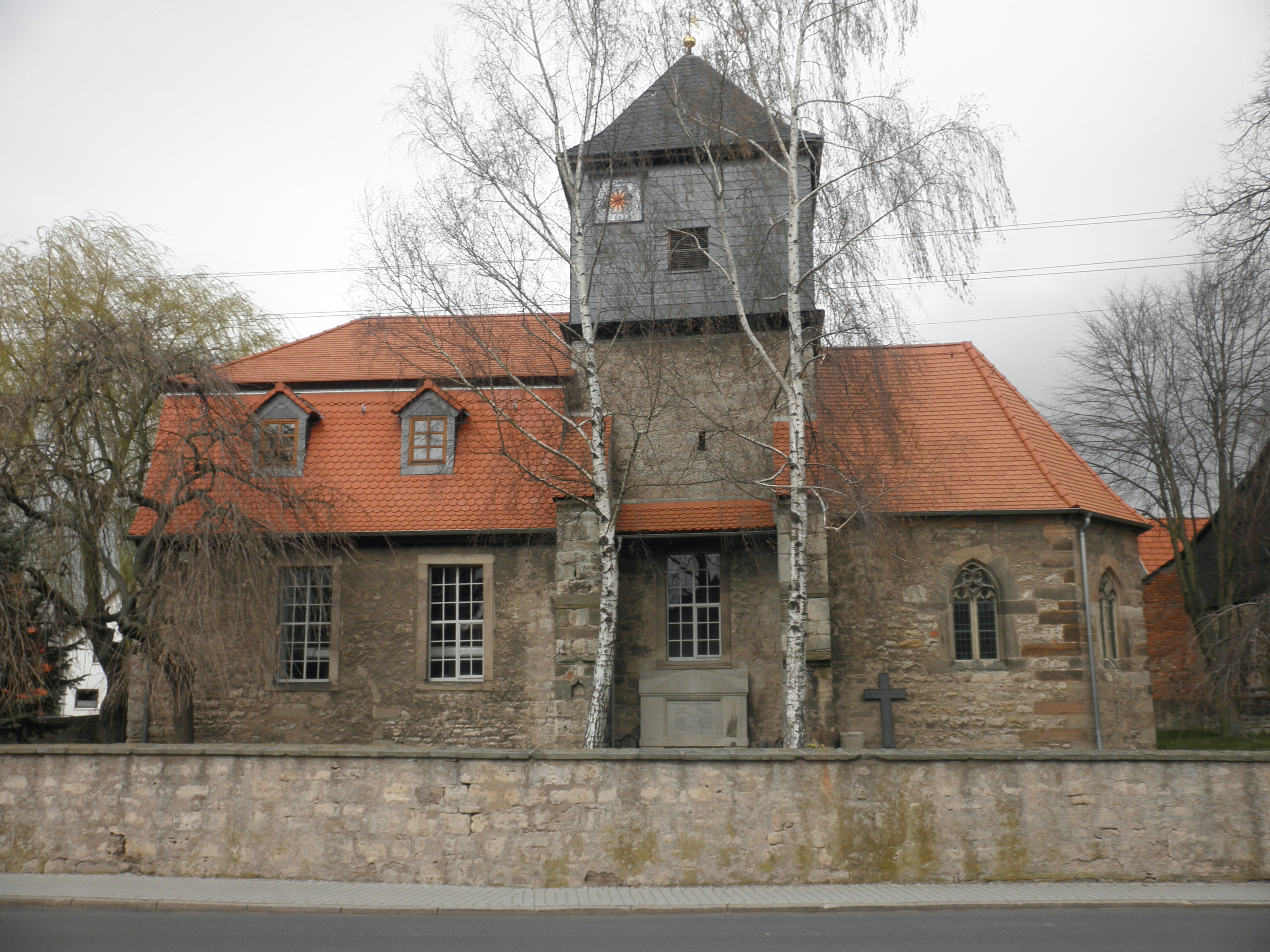
Die Kirche

Die evangelische Kirche Possendorf befindet sich im gleichnamigen Ortsteil Possendorf der kreisfreien Stadt Weimar in Thüringen. Sie gehört zum Kirchengemeindeverband Buchfart-Legefeld im Kirchenkreis Weimar der Evangelischen Kirche in Mitteldeutschland.

## Lage
In dem südlich von Weimar liegenden Ortsteil bilden Kirche, Löschwasserteich und Buswendeschleife den Mittelpunkt des Dorfes.

## Geschichte
Die Kirche Possendorf ist eine Chorturmkirche. Sie wurde 1289 urkundlich erstmals  erwähnt. In Abstand von etwa 100 Jahren sind Umbauten der Kirche von Außen und Innen anhand einer Reihe von Jahreszahlen zu erkennen. Die Spitzbogenfenster und eine Piscina (mittelalterliche Ausgussnische für sakrale Flüssigkeiten) sind gut erhalten. Das Patrozinium der Kirche ist nicht gesichert. Eine erhaltene mittelalterliche Figur mit der Aufschrift „sancte egidie ora pro nobis“ (Heiliger Ägidius, bete für uns) könnte ein Hinweis auf den Namen der Kirche sein.

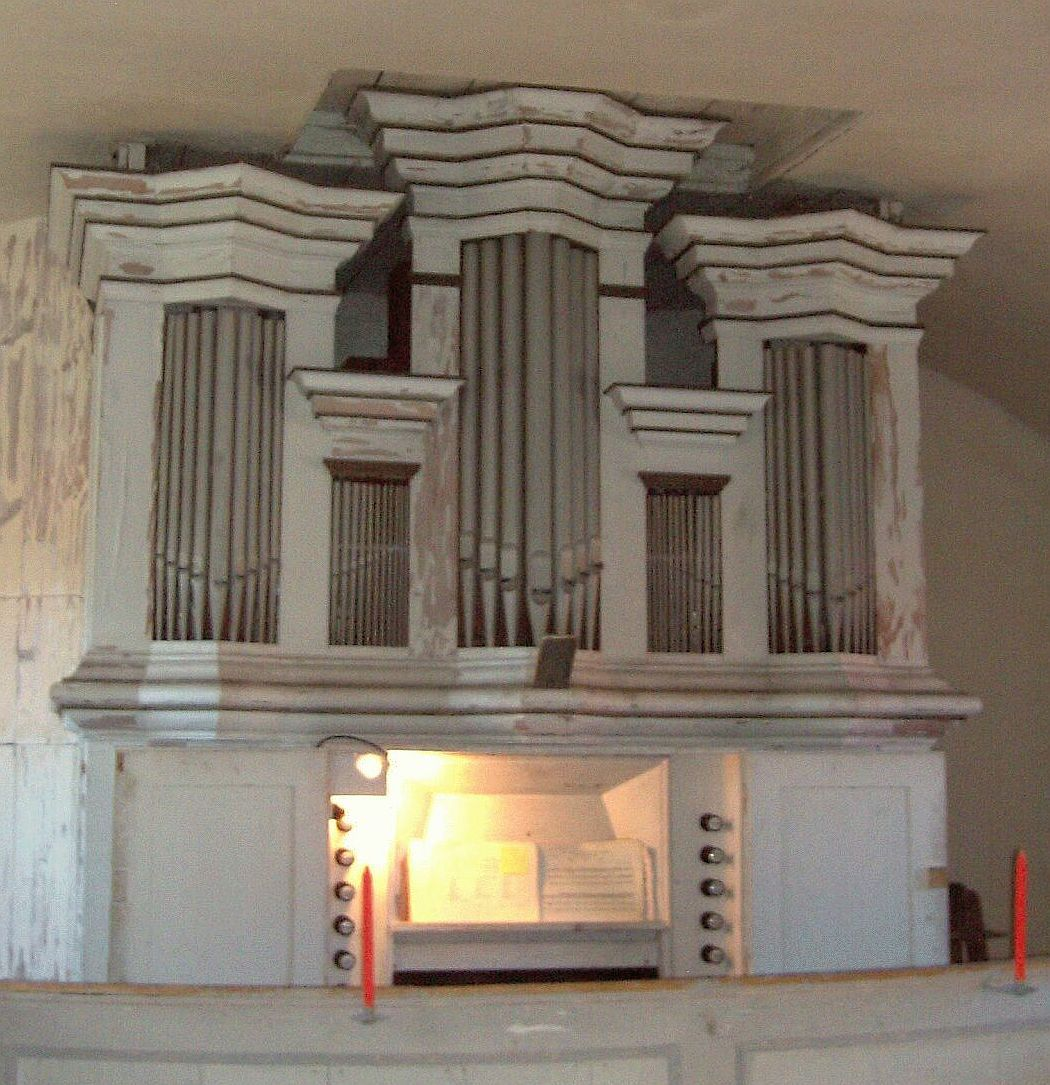
Hesse-Orgel

Der Chorraum hat eine bemerkenswerte Holzdecke mit Flechtwerkmalerei. An den Wänden sind Malereien aus verschiedenen Jahrhunderten mit biblischen Sprüchen und Widmungen zu sehen. Der Flügelaltar von 1505 und 1550 zeigt Maria mit dem Kind. Links steht Petrus mit der Papstkrone und rechts Paulus mit einem Buch.
Von den acht Heiligen rechts und links in den Seitenflügeln sind fünf erhalten. Barbara und Dorothea fehlen und ein weiterer Heiliger. Das Patrozinium der Kirche ist nicht gesichert.

## Bauzeit seit der Wende
Seit der Wende in über zwanzigjähriger Bauzeit wurde die Kirche gründlich saniert und erneuert. 2010 wurde sie wieder eingeweiht. Der Erfurter Architekt Gerhard Gromes gab die farbliche Fassung: der Landwirtschaft zu Ehren Das Bild von Saat und Ernte.

## Orgel und Glocke
Ende des 18. Jahrhunderts wurde durch Orgelbaumeister Johann Michael Hesse aus Dachwig eine Orgel eingebaut. 1877 wurde diese Orgel unter Leitung von Alexander Wilhelm Gottschalg (Hoforganist am Fürstenhof in Weimar) durch Hermann Kopp aus Bürgel unter Wiederverwendung von Teilen der Vorgängerorgel erbaut. Diese Orgel wurde 2010 von Klaus Kopetzki (Steinheim a. d. Murr/Württemberg) generalsaniert.
Eine Bronzeglocke ist aus dem Jahre 1927 erhalten.

## Sonstiges
Die Kirche diente auch als Motiv von Lyonel Feininger und liegt deshalb am Feininger-Radweg.